# Midwestern Intercollegiate Volleyball Association 2017
La Midwestern Intercollegiate Volleyball Association 2017 si è svolta dal 20 gennaio al 22 aprile 2017: al torneo hanno partecipato 9 squadre universitarie statunitensi e la vittoria finale è andata per la ventesima volta, la seconda consecutiva, alla Ohio State.

## Regolamento
È prevista una stagione regolare che vede le nove formazioni impegnate nella conference affrontarsi due volte tra loro, per un totale di sedici incontri ciascuna; parallelamente vengono disputati anche degli incontri extra-conference contro formazioni appartenenti ad altre conference o non affiliate ad alcuna di esse, dando vita a due classifiche separate una relativa alla Midwestern Intercollegiate Volleyball Association ed una totale.
- Le prime otto classificate nella classifica della Midwestern Intercollegiate Volleyball Association accedono al torneo di conference, dove vengono accoppiate col metodo della serpentina e affrontano quarti di finale, semifinali e finale in gara secca;
- La squadra vincitrice del torneo di conference, in virtù della vittoria, ottiene automaticamente il diritto di partecipare alla Final 6 NCAA, mentre le formazioni uscite sconfitte possono essere ripescate sulla base della classifica totale, che assegna attraverso un bye gli ultimi due posti disponibili in Final 6.

## Squadre partecipanti
| Club                    | Città         | Impianto                                | Stagione precedente                                         |
| ----------------------- | ------------- | --------------------------------------- | ----------------------------------------------------------- |
| Ball State Cardinals    | Muncie        | John E. Worthen Arena Muncie            | 3ª in MIVA, quarti di finale di conference                  |
| Grand Canyon Antelopes  | Phoenix       | Antelope Gymnasium Phoenix              | 5ª in MIVA, quarti di finale di conference                  |
| IPFW Mastodons          | Fort Wayne    | Hilliard Gates Sports Center Fort Wayne | 8ª in MIVA, quarti di finale di conference                  |
| Lewis Flyers            | Romeoville    | Neil Carey Arena Romeoville             | 4ª in MIVA, finale di conference                            |
| Lindenwood Lions        | Saint Charles | Hyland Performance Arena Saint Charles  | 9ª in MIVA                                                  |
| Loyola Chicago Ramblers | Chicago       | Joseph J. Gentile Arena Chicago         | 2ª in MIVA, semifinali di conference                        |
| McKendree Bearcats      | Lebanon       | Harry M. Statham Sports Center Lebanon  | 6ª in MIVA, semifinali di conference                        |
| Ohio State Buckeyes     | Columbus      | St. John Arena Columbus                 | 1ª in MIVA, Campione di conference Campione NCAA Division I |
| Quincy Hawks            | Quincy        | Pepsi Arena Quincy                      | 5ª in MIVA, quarti di finale di conference                  |

## Campionato

### Regular season

#### Classifica
| Pos. | Squadra        | Conference | Conference | Conference | Conference | Overall | Overall | Overall | Overall |
| Pos. | Squadra        | Pt.        | G          | V          | P          | Pt.     | G       | V       | P       |
| ---- | -------------- | ---------- | ---------- | ---------- | ---------- | ------- | ------- | ------- | ------- |
| 1.   | Ohio State     | 1.000      | 16         | 16         | 0          | .941    | 34      | 32      | 2       |
| 2.   | Lewis          | .813       | 16         | 13         | 3          | .767    | 30      | 23      | 7       |
| 3.   | Grand Canyon   | .688       | 16         | 11         | 5          | .633    | 30      | 19      | 11      |
| 4.   | Loyola Chicago | .563       | 16         | 9          | 7          | .571    | 28      | 16      | 12      |
| 5.   | Ball State     | .563       | 16         | 9          | 7          | .655    | 29      | 19      | 10      |
| 6.   | McKendree      | .375       | 16         | 6          | 10         | .367    | 28      | 11      | 9       |
| 7.   | Lindenwood     | .250       | 16         | 4          | 12         | .208    | 24      | 5       | 19      |
| 8.   | Quincy         | .125       | 16         | 2          | 14         | .241    | 29      | 7       | 22      |
| 9.   | IPFW           | .125       | 16         | 2          | 14         | .179    | 28      | 5       | 23      |

| Al torneo di Conference |

### Torneo di Conference
|  | Quarti di finale | Quarti di finale | Quarti di finale |              |                | Semifinali | Semifinali | Semifinali |  |  | Finale | Finale     | Finale |
|  |                  |                  |                  |              |                |            |            |            |  |  |        |            |        |
|  | 1                | Ohio State       | 3                |              |                |            |            |            |  |  |        |            |        |
|  | 8                | Quincy           | 0                |              |                |            |            |            |  |  |        |            |        |
|  | 8                | Quincy           | 0                |              | 1              | Ohio State | 3          |            |  |  |        |            |        |
|  |                  |                  |                  |              | 1              | Ohio State | 3          |            |  |  |        |            |        |
|  |                  | 5                | Ball State       | 2            |                |            |            |            |  |  |        |            |        |
|  | 4                | 5                | Ball State       | 2            | Loyola Chicago | 1          |            |            |  |  |        |            |        |
|  | 4                |                  |                  |              | Loyola Chicago | 1          |            |            |  |  |        |            |        |
|  | 5                | Ball State       | 3                |              |                |            |            |            |  |  |        |            |        |
|  |                  |                  |                  |              |                |            |            |            |  |  | 1      | Ohio State | 3      |
|  |                  |                  | 3                | Grand Canyon | 0              |            |            |            |  |  |        |            |        |
|  | 2                | Lewis            | 3                |              |                |            |            |            |  |  |        |            |        |
|  | 7                | Lindenwood       | 2                |              |                |            |            |            |  |  |        |            |        |
|  | 7                | Lindenwood       | 2                |              | 2              | Lewis      | 2          |            |  |  |        |            |        |
|  |                  |                  |                  |              | 2              | Lewis      | 2          |            |  |  |        |            |        |
|  |                  | 3                | Grand Canyon     | 3            |                |            |            |            |  |  |        |            |        |
|  | 3                | 3                | Grand Canyon     | 3            | Grand Canyon   | 3          |            |            |  |  |        |            |        |
|  | 3                |                  |                  |              | Grand Canyon   | 3          |            |            |  |  |        |            |        |
|  | 6                | McKendree        | 1                |              |                |            |            |            |  |  |        |            |        |

## Premi individuali
| Premio                     | Giocatrice             | Squadra          |
| -------------------------- | ---------------------- | ---------------- |
| MVP                        | Miles Johnson          | Ohio State       |
| All-Tournament Team        | Christian Blough       | Ohio State       |
| All-Tournament Team        | Nicolas Szerszeń       | Ohio State       |
| All-Tournament Team        | Michael Milstein       | Grand Canyon     |
| All-Tournament Team        | Drake Silbernagel      | Grand Canyon     |
| All-Tournament Team        | Matt Walsh             | Ball State       |
| All-Tournament Team        | Jacob Schmiegelt       | Lewis            |
| Player of the Year         | Nicolas Szerszeń       | Ohio State       |
| Freshman of the Year       | Matt Szews Ryan Coenen | Ball State Lewis |
| Coach of the Year          | Pete Hanson            | Ohio State       |
| All-Conference First Team  | Matt Szews             | Ball State       |
| All-Conference First Team  | Matt Walsh             | Ball State       |
| All-Conference First Team  | Ryan Coenen            | Lewis            |
| All-Conference First Team  | Mitch Perinar          | Lewis            |
| All-Conference First Team  | Michael Simmons        | Lewis            |
| All-Conference First Team  | Matthew Yoshimoto      | Lewis            |
| All-Conference First Team  | Jeffrey Jendryk        | Loyola Chicago   |
| All-Conference First Team  | Christian Blough       | Ohio State       |
| All-Conference First Team  | Miles Johnson          | Ohio State       |
| All-Conference First Team  | Nicolas Szerszeń       | Ohio State       |
| All-Conference Second Team | Connor Gross           | Ball State       |
| All-Conference Second Team | Cullen Mosher          | Grand Canyon     |
| All-Conference Second Team | Drake Silbernagel      | Grand Canyon     |
| All-Conference Second Team | Ben Plaisted           | Loyola Chicago   |
| All-Conference Second Team | Collin Mahan           | Loyola Chicago   |
| All-Conference Second Team | Wyatt Patterson        | McKendree        |
| All-Conference Second Team | Maalik Walker          | McKendree        |
| All-Conference Second Team | Gabriel Domecus        | Ohio State       |
| All-Conference Second Team | Driss Guessous         | Ohio State       |
| All-Conference Second Team | Jarrod Kelso           | Quincy           |
| All-Freshmen Team          | Matt Szews             | Ball State       |
| All-Freshmen Team          | Nick Lavanchy          | Ball State       |
| All-Freshmen Team          | Pelegrín Vargas        | IPFW             |
| All-Freshmen Team          | Ryan Coenen            | Lewis            |
| All-Freshmen Team          | Kyle Bugee             | Lewis            |
| All-Freshmen Team          | Sam Schindler          | Lindenwood       |
| All-Freshmen Team          | Ian Cowen              | Loyola Chicago   |

## Verdetti
| Squadra    | Qualificazione  |
| ---------- | --------------- |
| Ohio State | NCAA Division I |